# Bahnhof Bobo-Dioulasso
Der Bahnhof Bobo-Dioulasso ist der Bahnhof der Stadt Bobo-Dioulasso in Burkina Faso. Er liegt an der Abidjan-Niger-Bahn und wird vom Eisenbahnunternehmen Sitarail betrieben. Der Bahnhof ist Zwischenhalt an der internationalen Bahnlinie Abidjan–Ouagadougou. Das Gebäude wird von zwei Minaretten flankiert.

## Ausstattung und Verkehr
Ab 2006 wurde die Zufahrtsstraße zum Bahnhof zu Ende gebaut.
Im November 2017 hielten in Bobo-Dioulasso dreimal wöchentlich die Züge aus Ouagadougou und dreimal wöchentlich aus Abidjan, Elfenbeinküste, teilweise als train special oder als train express. Daneben existiert ein reger Güterverkehr. 
Das Bahnhofsgebäude ist weiß und architektonisch an die Mosquée de Dioulasso-Bâ, der Hauptsehenswürdigkeit der Stadt, angelehnt. Zur Moschee besteht eine Sichtachse.

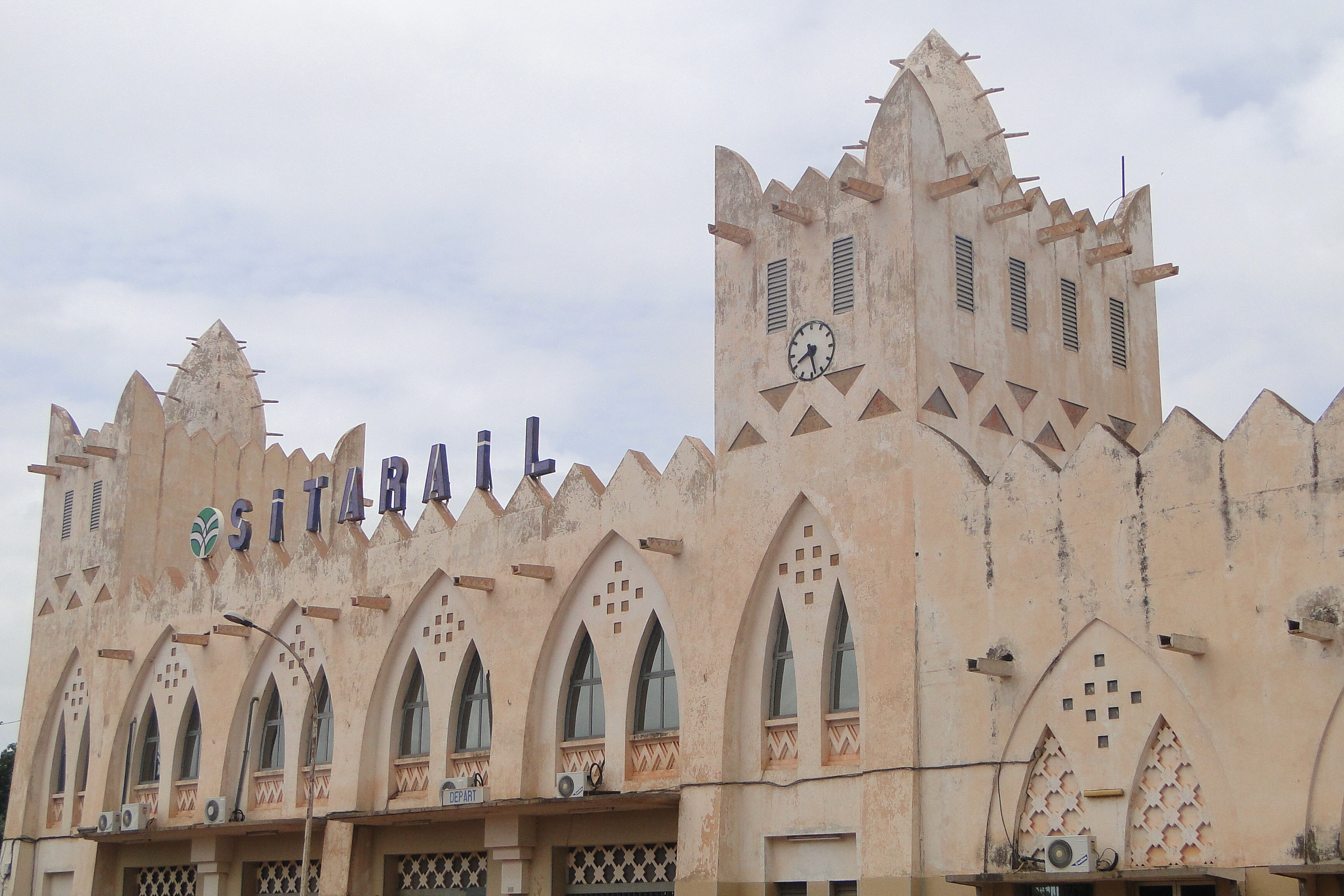
Detailaufnahme 2010 in damaliger Farbgebung
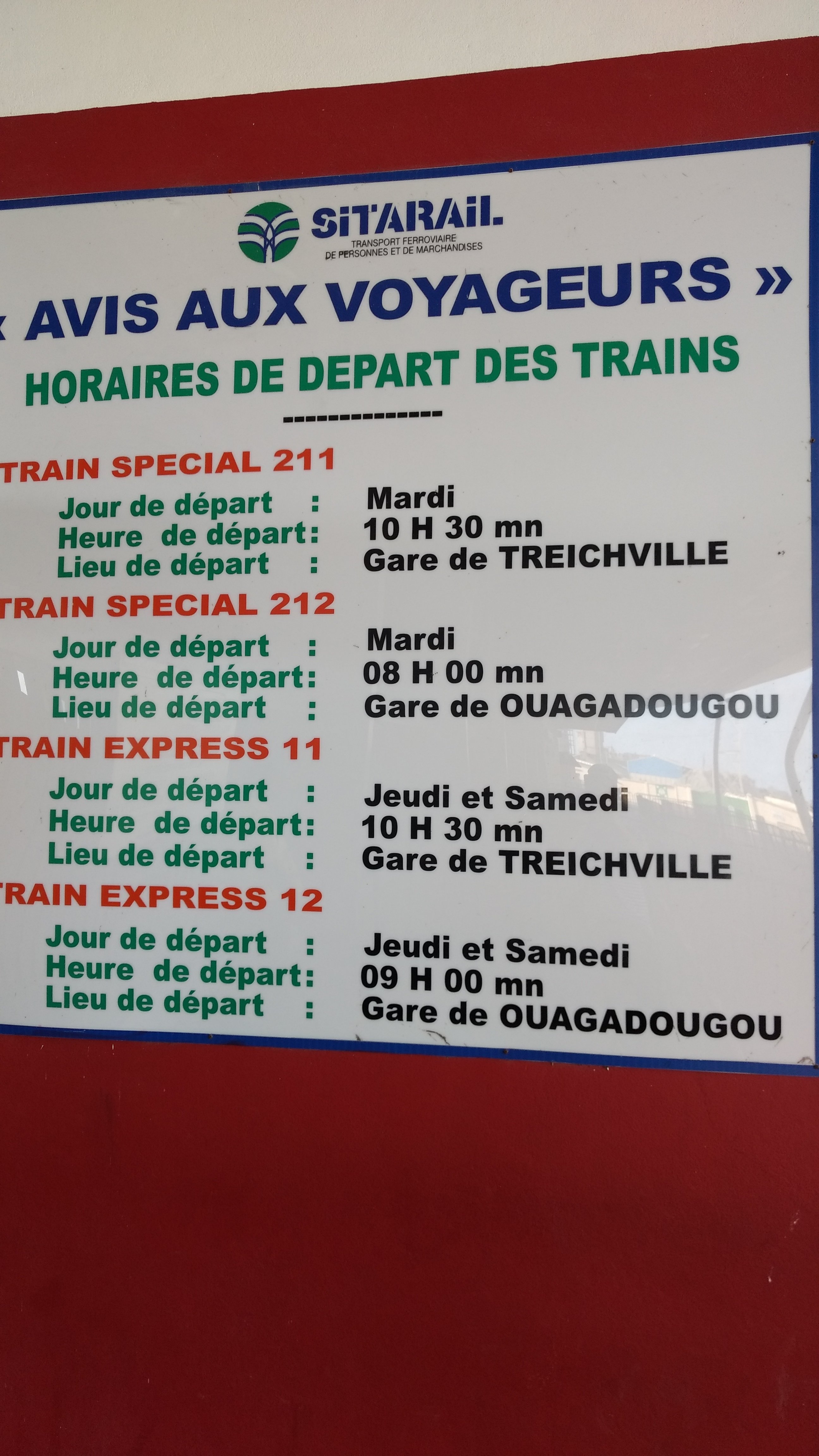
Bahnhof Treichville, Abfahrtsplan